# Voiture L
Les voitures L sont des voitures de chemin de fer belges du trafic intérieur ayant appartenu à l'opérateur historique SNCB. 
Conçues pour les trains omnibus voire semi-directs, elles disposent d'une série de portes latérales (jusqu'à quatre par côté) donnant directement dans les compartiments (pas de plateforme). Ce nombre important permettait la montée/descente rapide des passagers (sur les voitures GCI, il se trouvait des portes à chaque compartiment). Les voitures mixtes (fourgons + compartiment de seconde et troisième classe) sont équipées de vigies pour la surveillance de la toiture du convoi.

## Histoire

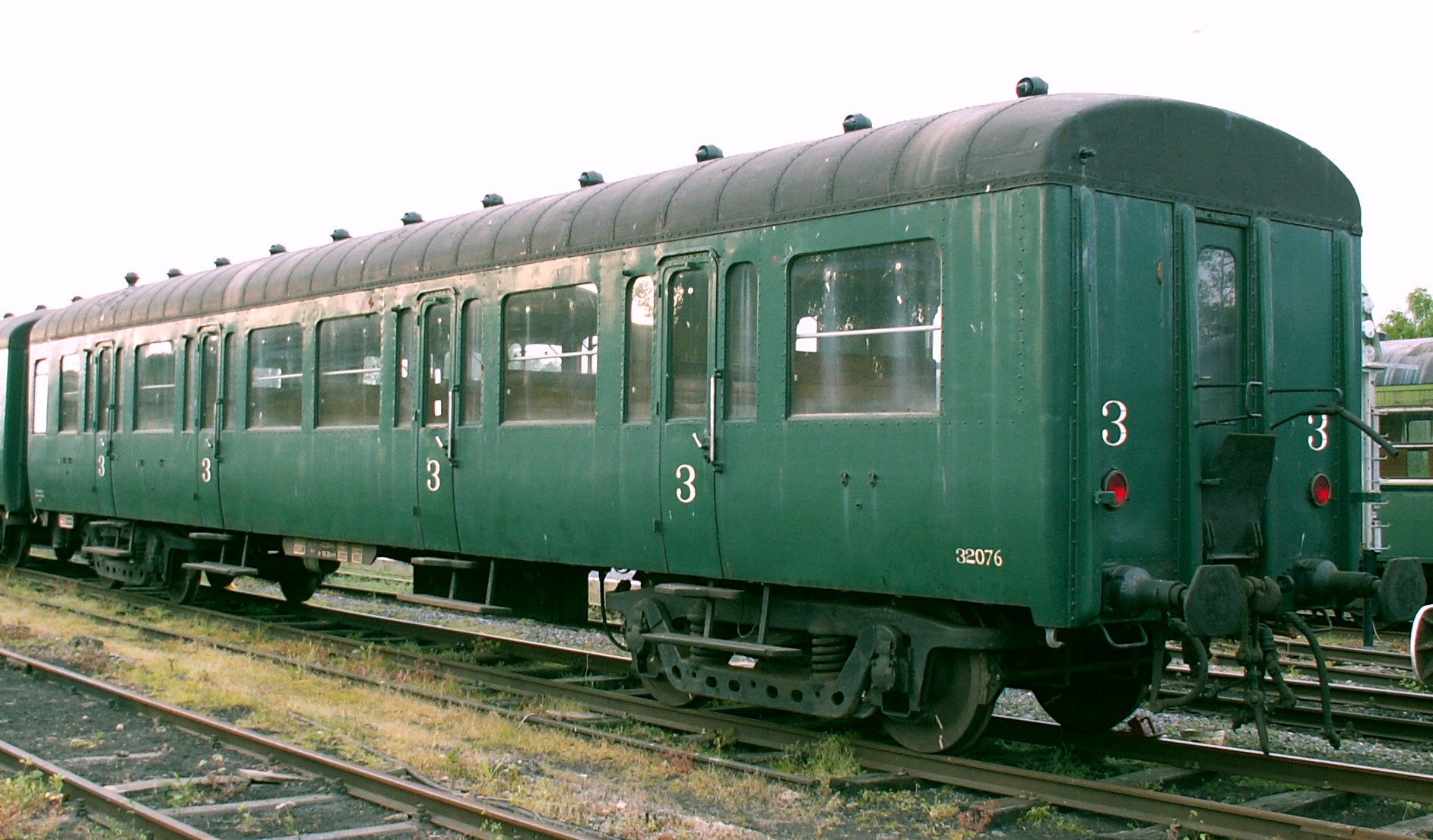
Voiture L de troisième classe du CFV3V.

Les voitures L (livrées entre 1933 et 1935) ont été conçues comme héritières des Voitures GCI. Principale amélioration : elles présentent des caisses en métal posées sur bogies là où les GCI (Grande Capacité avec Intercirculation) avaient des caisses en bois posées sur 3 essieux solidaires de la caisse. Les voitures L sont de ce fait plus longues.
En 1932, la Compagnie Centrale de Construction (C.C.C.) livra à la SNCB deux voitures prototypes de troisième classe qui différaient entre elles par la position des toilettes. L’aménagement intérieur de ces voitures était à couloir central et l’accès se faisait par quatre paires de portières latérales réparties le long de la caisse. Comme pour les voitures de série, elles possédaient des intercirculations sans soufflets (réservées au personnel comme pour les voitures GCI), des bogies Pennsylvania, un chauffage à vapeur et une vitesse maximum de 120 km/h. 
Au lendemain de la Seconde Guerre mondiale, il manque 38 voitures L (10 A2B6, 7 B8, 17 C10 (dont un prototype), 3 B5D et une C6D). 
En 1956, les voitures M2 et M3 fraichement livrées les relèguent aux trains omnibus et la troisième classe est supprimée, ou plus précisément la luxueuse première disparait alors que les deux autres classes sont renumérotées (les banquettes en bois de troisième deviennent la norme en seconde sur le matériel existant).  
- Les B8 et B5D sont surclassées en première classe et deviennent des A8 et A5D
- Les C10 et C6D deviennent des B10 et B6D.
- Simultanément, cinq voitures A2B6 sont réaménagées en B8 alors que les autres deviennent des A4B4, tout en conservant les compartiments centraux de l'ancienne classe supérieure. Les sièges de seconde classe dans ces voitures seront revêtus de similicuir alors que les anciennes voitures de troisième classe gardent leurs banquettes en bois.

En 1970, la numérotation UIC est appliquée. Les voitures reçoivent un matricule 50 88 XX26 4YY (XX : indication du type et YY : numéro d'ordre dans la série. Les 174 voitures B étant numérotées de 401 à 574).
Au début des années 1980, ces voitures désuètes ne correspondent plus aux standards, notamment en raison de la manœuvre manuelle des portes et de la présence de sièges en bois. La livraison des voitures M4 sonne définitivement le glas de leur utilisation. Toutes les voitures encore à l’inventaire sont radiées des effectifs entre 1976 et 1981.

## Aménagement
Cinq types de base ont été construits : 
- A2B6 : 50 voitures construites par Familleureux aménagées avec deux salles de 25 places équipées chacune d’une paire de portières latérales. Ces deux salles encadrent initialement une paire de compartiments de première classe munis de portes latérales disposés de part et d’autre d’un cabinet de toilette.
- B8 : 20 voitures à l’apparence identique mais aménagées avec deux grandes salles de 32 places de seconde classe encadrant un cabinet de toilette plus étroit. Toutes ont été construites par Ragheno.
- C10 : 190 voitures (+ les deux prototypes) purement troisième classe construites par C.C.C, La Hestre, Braine-le-Comte, Seneffe, Godarville, Germain et la Société Anglo-Belge. La disposition intérieure était celle du second prototype avec une salle de 20 places munie d’une paire de portières latérales ; une salle de 80 places munie de deux paires de portières latérales et une salle de 17 places équipée d’une paire de portières et à l’extrémité de laquelle se trouve une toilette.
- B5D : 20 voitures construites par Ragheno et aménagées avec une salle de seconde classe avec 38 sièges et un strapontin dont l’accès se fait par deux paires de portières latérales ; une toilette et un compartiment à bagages avec vigie surélevée.
- C6D : 30 voitures construites par Seneffe et Godarville. Elles possèdent une salle de troisième classe, un cabinet de toilette et un compartiment à bagages proche de celui des B5D.

## Préservation
Plusieurs voitures L ont bénéficié d’une seconde carrière après leur mise à la retraite : 
- Une rame de cinq préservée en état de marche par la SNCB : les voitures A 31.105, C 32.011, C 32.037, C 32.143, AD 39.025, rénovées et équipées de boites d'essieux à rouleaux en 2008-2010 à l'atelier central de Cuesmes (Mons). Le sort de trois autres voitures préservées initialement est incertain : A 31.113 AD 38.005 et 38.0010
- Au Chemin de Fer à Vapeur des 3 Vallées : les voitures AB 33.006 (révisée en 2007), C 32.024 et 32.076, AD 39.010 en état de marche. L'association disposait aussi de la B 32.137 (ex. C 33.149).
- le Chemin de fer à vapeur Termonde - Puurs : voiture AD 38.009 et B 32.012 en état de marche. Voitures A 31.111 et AB 33.002 à rénover. Voitures AB 33.004 et BD 39.010 initialement acquises et feraillées[1].
- Sur la ligne musée Veendam – Stadskanaal (STAR - Pays-Bas) : les voitures AB 33.018, B 32.164 et B 32.070, BD 39.013. Les deux premières ont été cédées à la société luxembourgeoise CIER en 2011, les autres sont en fort mauvais état.
- Au Train 1900 (à Pétange, au Luxembourg): les voitures A 31.110, B 32.074 et 32.127, BD 39.026 en état de marche
- Une association de La Calamine a acquis une ex voiture utilisée comme local de service à Kinkempois et l'utilise comme local de réunion [2]
- Une rame de 4 voitures sert de locaux au centre de délassement et d'astronomie situé en gare de Sivry (ex ligne 109).
- Une voiture (probablement la C 32.158) était posée devant le restaurant "Ranch Don Diégo" de Manhay avec un e petite locomotive à vapeur. Elle a brûlé lors de l'incendie des cuisines en avril 2018[3]. La voiture provenait de l'association Kolenspoor, qui possédait également la BD 39.015, mise à la ferraille en 2010.
- Une série d'autres voitures avaient été préservées, mais ont été mises à la ferraille entre-temps ou sont depuis perdues de vue : 32.158 33.004, 33.018

## Galerie de photographies

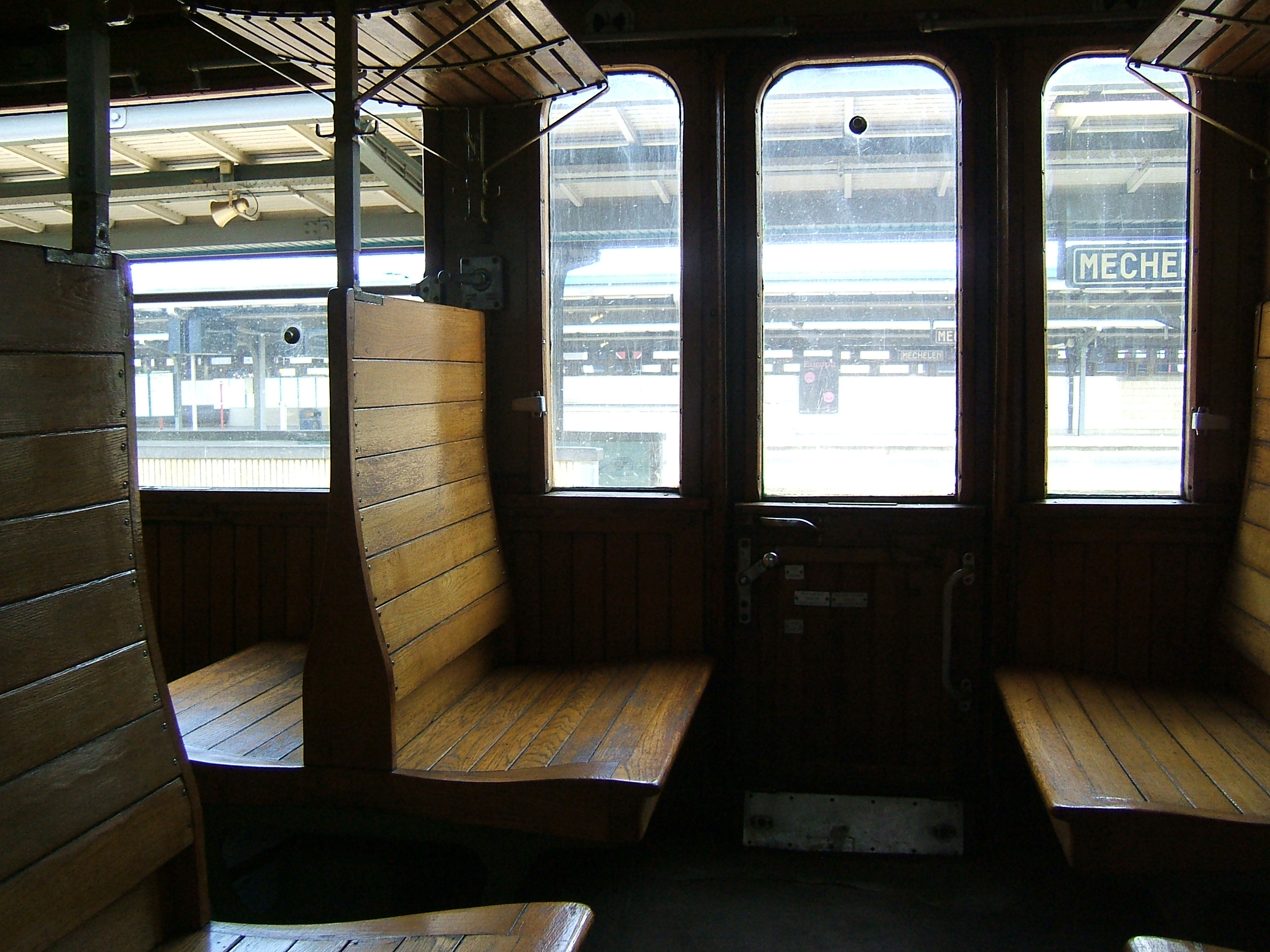
Intérieur en 2e classe (ex 3e classe).
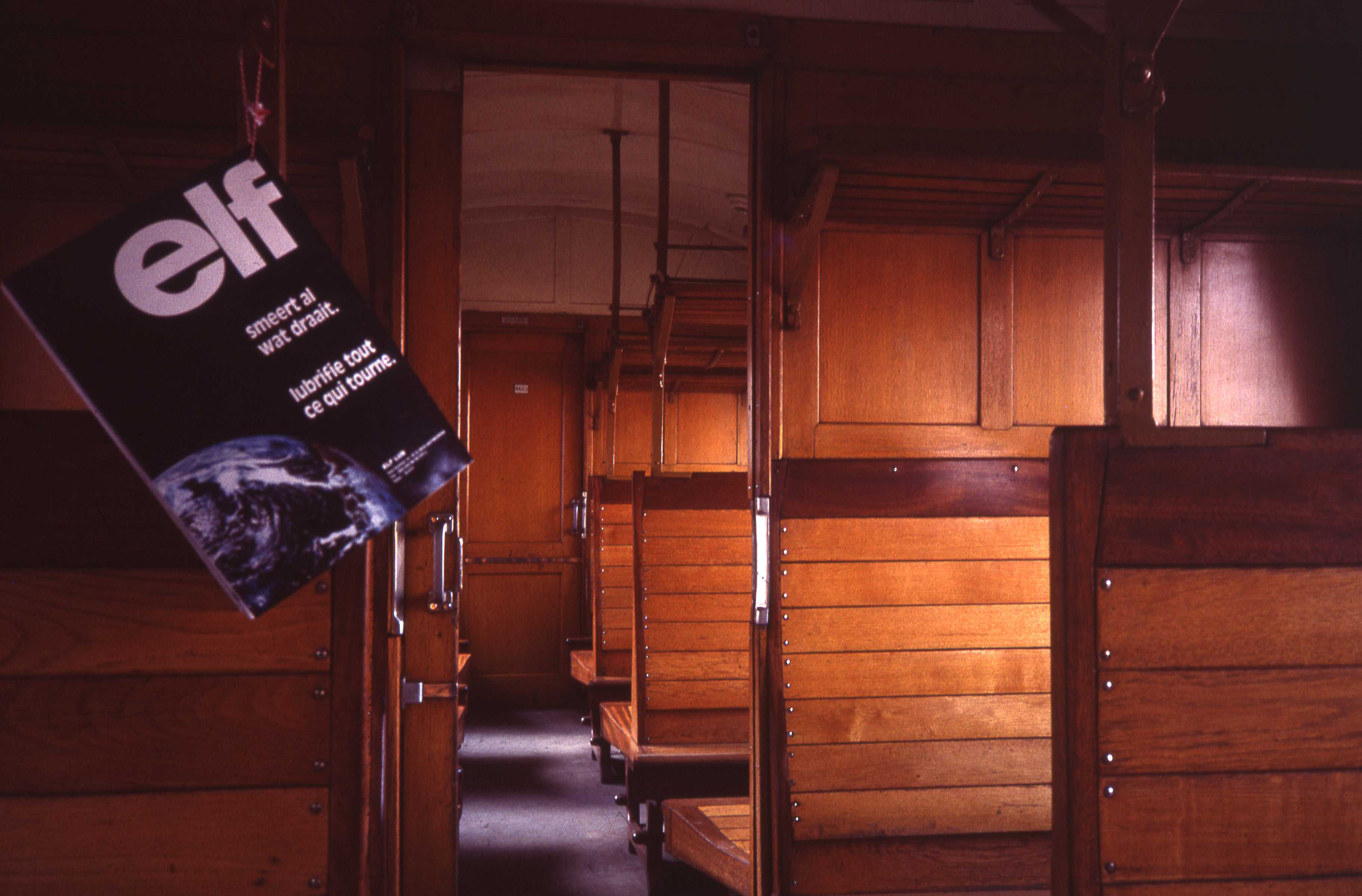
Intérieur en 2e classe (ex 3e classe).
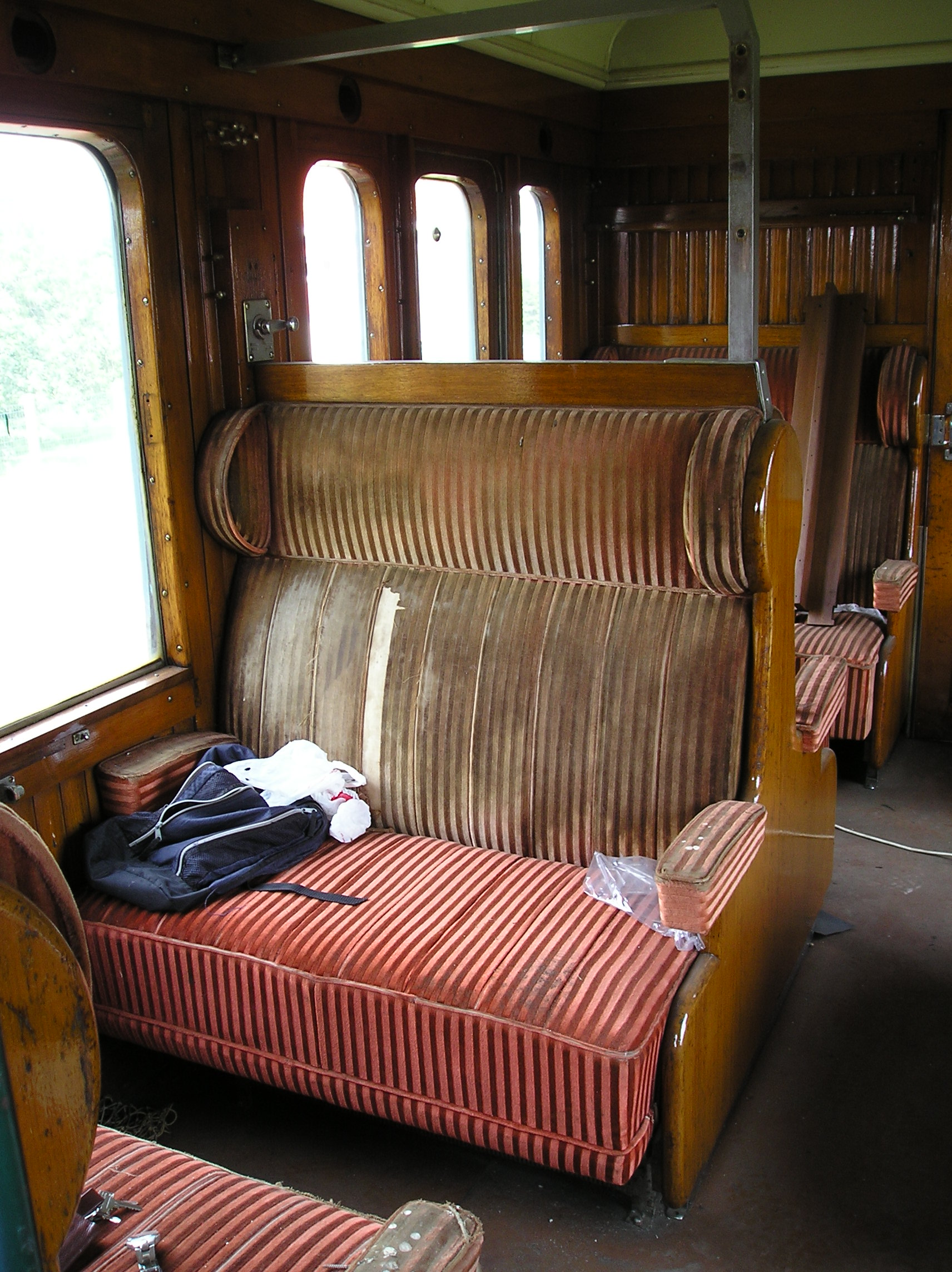
Intérieur en première classe (ex 2e classe).
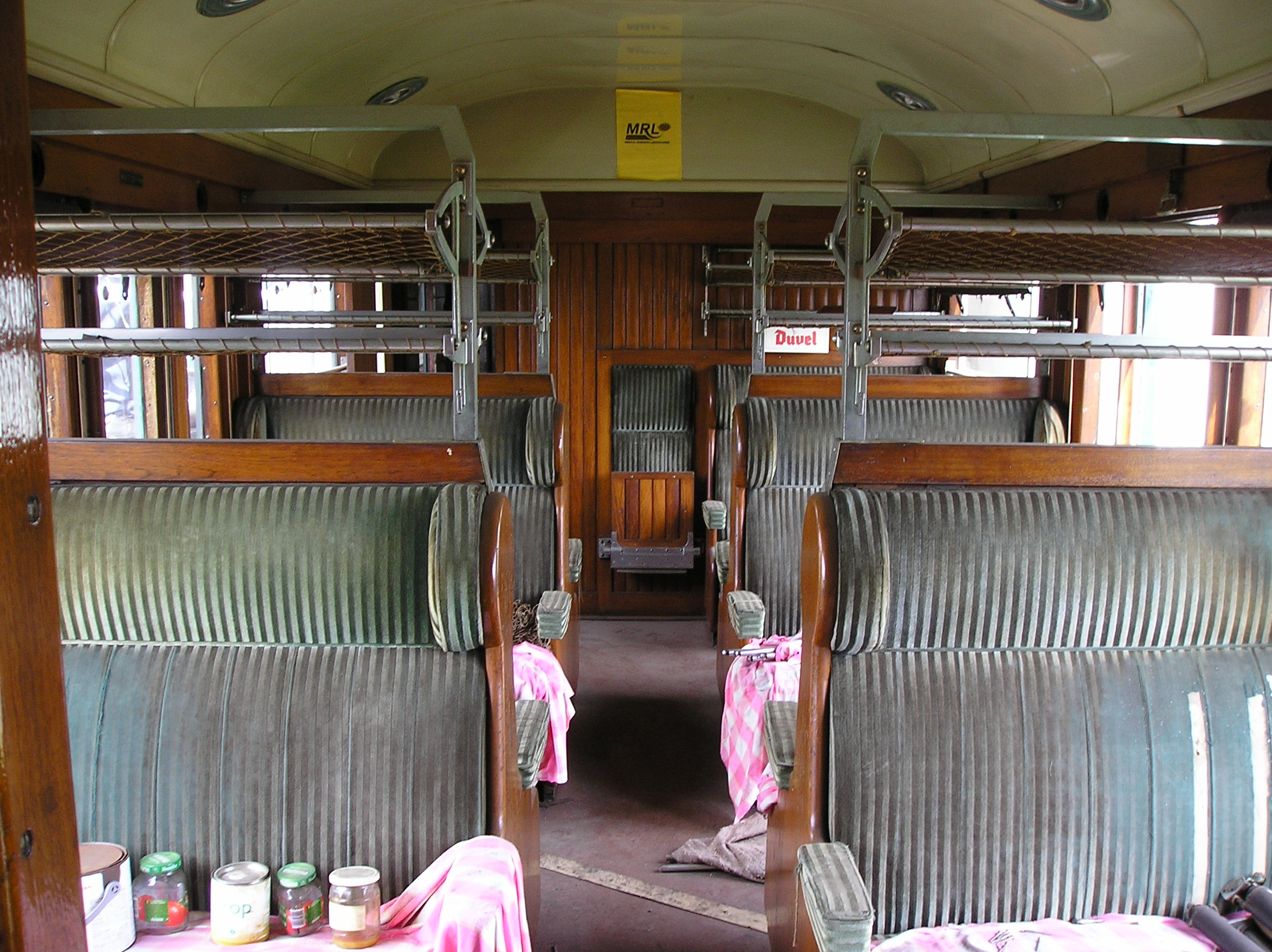
Intérieur en première classe (ex 2e classe).
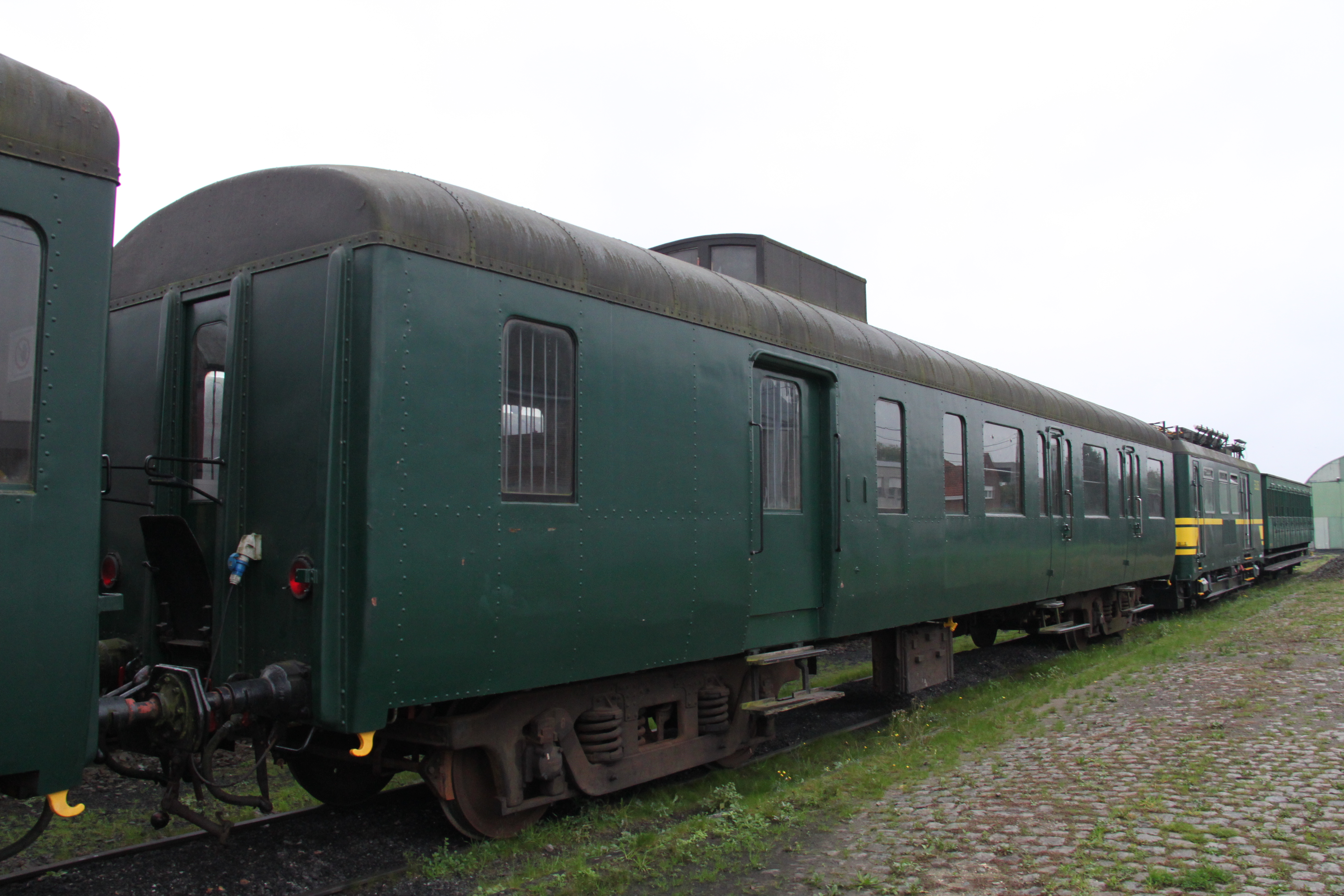
Voiture mixte première classe / bagages (ex 2e classe / bagages).
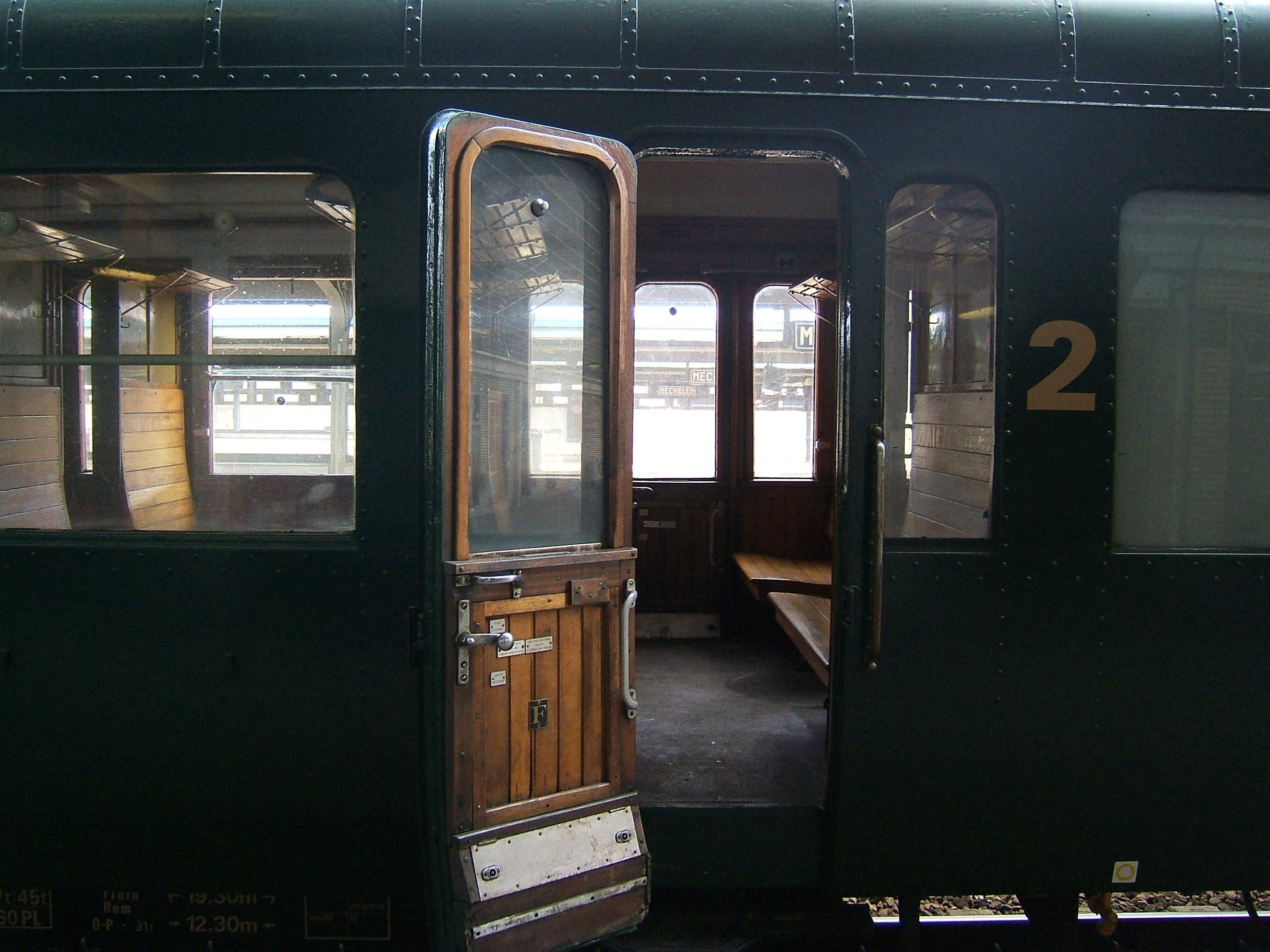
Portières latérales.

## Sources